# Бергхауз
Бергха́уз — остров архипелага Земля Франца-Иосифа. Наивысшая точка острова — 372 метра. Административно относится к Приморскому району Архангельской области России.
Остров расположен в северной части архипелага в 1,5 километрах к югу от острова Галля на входе в залив Гидрографов.
Имеет округлую форму диаметром около 2,3 километра. Почти полностью свободен ото льда. Бо́льшую часть острова занимает высокая, 372 метра, пологая скала с покрытыми песком склонами. Остальную территорию острова занимают редкие каменистые россыпи.
Своё название остров получил в честь немецкого картографа Генриха Бергхауза.